# Bielańskie Skałki
Die Skałki Przegorzalskie in Krakau sind ein Naturschutzgebiet im Wolski-Wald im Stadtteil Bielany.

## Geschichte
Das Naturschutzgebiet wurde 1957 auf mit Mischwald bewachsenen Kalkfelsen der südlichen Ausläufer des Krakau-Tschenstochauer Jura eingerichtet. Das Gebiet gehört dem Kamaldulenserkloster.

## Lage
Oberhalb des Naturreservats befinden sich das Kamaldulenserkloster. Unterhalb des Reservats befindet sich das Weichseltal. Das Naturreservat ist über einen schwarz markierten Wanderweg zugänglich.

## Nachweise
- encyklopedia.naukowy.pl